# Mulanay, Quezon
Mulanay là một đô thị cấp ba ở tỉnh Quezon, Philippines. 